# Pandemia de COVID-19 no Liechtenstein
Este artigo documenta os impactos da pandemia de coronavírus de 2020 no Liechtenstein e pode não incluir todas as principais respostas e medidas contemporâneas.

## Linha do tempo
Em 3 de março, o primeiro caso no Liechtenstein foi reportado, tratando-se de um jovem que havia tido contado com uma pessoa infectada na Suíça e, portanto, foi sinalizada como um caso suspeito. No total, 14 casos suspeitos foram analisados no hospital, dos quais 13 eram negativos. O caso confirmado permanece em quarentena na unidade hospitalar.